# Tadeusz Fangrat
Tadeusz Fangrat (ur. 2 marca 1912 r. w Łodzi, zm. 6 lipca 1993 r. w Warszawie) – polski poeta, satyryk, tłumacz literatury węgierskiej.
Ukończył studia w Instytucie Prawa Administracyjnego w Łodzi. Debiutował w 1937 r. na łamach czasopisma „Osnowa” jako poeta. Brał udział w kampanii wrześniowej. W latach 1939–1945 przebywał na Węgrzech, gdzie był działaczem Polonii. Do Polski powrócił w 1945 roku. W latach 1946–1949 pełnił funkcję attaché prasowego oraz sekretarza poselstwa polskiego w Budapeszcie. Od 1950 r. mieszkał w Warszawie.
Został pochowany na cmentarzu w Chotomowie.

## Odznaczenia
- Komandoria Orderu Zasługi Węgierskiej Republiki Ludowej (1948),
- Odznaka „Zasłużony Działacz Kultury” (1969),
- Złoty Order Pracy przyznanym przez Radę Prezydialną Węgierskiej Republiki Ludowej (1978)
- Krzyż Oficerski Orderu Odrodzenia Polski (1987)[3].

## Twórczość
- Kolczasta wolność
- Z żagwią przez mroki
- Nas - troje
- Dobre ziółka
- Igraszki z krainy fraszki
- Zawracanie biało-głowy
- Dziki w goździkach
- Rymowianki
- Obyczaje miłości
- Płochodnie